# Зірка (колишнє село, Миргородський район)
Зірка — колишнє село, Комишнянська селищна рада, Миргородський район, Полтавська область, Україна.
Населення за даними 1982 року становило 40 осіб.
Село ліквідоване 1990 року.

## Географія
Село Зірка розташоване на березі невеликого болота, примикає до села Кошове.

## Історія
- Село вказано на трьохверстівці Полтавської області. Військово-топографічна карта 1869 року як хутір Лостол[2]
- 1990 — село ліквідоване[1].